# Oliver H. Dockery

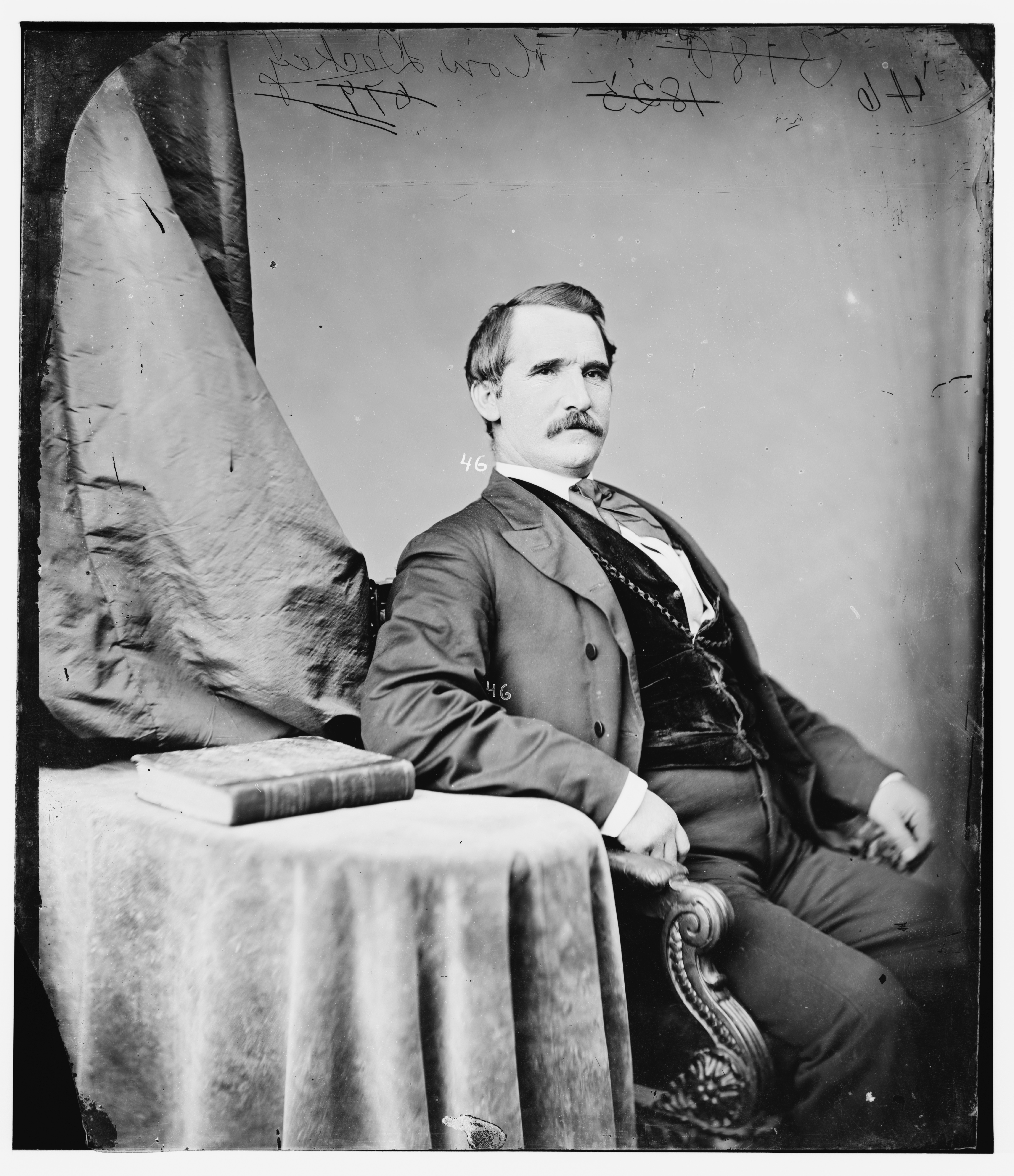
Oliver H. Dockery

Oliver Hart Dockery (* 12. August 1830 bei Rockingham, Richmond County, North Carolina; † 21. März 1906 in Baltimore, Maryland) war ein US-amerikanischer Politiker. Zwischen 1868 und 1871 vertrat er den Bundesstaat North Carolina im US-Repräsentantenhaus.

## Werdegang
Oliver Dockery war der Sohn des Kongressabgeordneten Alfred Dockery (1797–1875). Er besuchte die öffentlichen Schulen seiner Heimat und danach das Wake Forest College. Anschließend studierte er bis 1848 an der University of North Carolina in Chapel Hill. Dockery studierte auch Jura, ohne jedoch als Jurist zu arbeiten. Stattdessen wurde er in der Landwirtschaft und in der Politik tätig. In den Jahren 1858 und 1859 war er Abgeordneter im Repräsentantenhaus von North Carolina. Zu Beginn des Bürgerkrieges war er für kurze Zeit Mitglied im Heer der Konföderation. Er zog sich aber bald aus der Armee zurück und wurde zu einem Anhänger der Union. Nach dem Krieg wurde er Mitglied der Republikanischen Partei.
Nach der Wiederzulassung des Staates North Carolina zur Union wurde Dockery im dritten Wahlbezirk seines Staates in das US-Repräsentantenhaus in Washington, D.C. gewählt, wo er am 13. Juli 1868 sein neues Mandat antrat. Nach einer Wiederwahl konnte er bis zum 3. März 1871 im Kongress  verbleiben. Zwischen 1869 und 1871 war er Vorsitzender des Committee on the Freedmen’s Bureau. 1870 wurde der 14. Verfassungszusatz ratifiziert; im selben Jahr wurde Oliver Dockery nicht wiedergewählt.
Nach seinem Ausscheiden aus dem US-Repräsentantenhaus arbeitete er wieder in der Landwirtschaft. Im Jahr 1875 war er Mitglied einer Versammlung zur Überarbeitung der Verfassung von North Carolina. Im Jahr 1888 kandidierte Oliver Dockery für das Amt des Gouverneurs von North Carolina, unterlag aber dem Demokraten Daniel Gould Fowle mit 47:52 Prozent der Stimmen. Zwischen 1889 und 1893 war er amerikanischer Konsul in Rio de Janeiro (Brasilien). Danach setzte er seine landwirtschaftlichen Aktivitäten fort; außerdem bewarb er sich als Kandidat der Populist Party im Jahr 1896 erfolglos um das Amt des Vizegouverneurs von North Carolina. Er starb am 21. März 1906 in Baltimore.